# Antracose
Antracose é uma lesão pulmonar caracterizada por pigmentação por partículas de carvão, observada em mineiros, populações de grandes centros urbanos ou de áreas poluídas, além de fumantes. Tem caráter inócuo, porém sua evolução pode originar disfunções pulmonares graves, principalmente em profissionais que constantemente entram em contato com a poeira de carvão. As partículas de carvão permanecem no tecido pulmonar ou nos linfonodos por toda a vida, porém quando de forma excessiva podem causar fibrose pulmonar. 

## Macroscopia
Em uma análise macroscópica, nota-se um pulmão com aspecto enegrecido ou piltagado, tendo as partes ventrais dos lobos mais afetadas que as dorsais, sendo afetados também os linfonodos regionais.

## Microscopia
Em análise microscópica, verifica-se as partículas como pigmento negro, livre ou fagocitado, muito finas e não-refringentes.